# Дейвид Робинс
Дейвид Робинс (на английски: David Robbins) е много плодовит американски писател на произведения в жанра екшън трилър и научна фантастика, уестърн и хорър. Пише и под псевдонимите Дейвид Томпсън (David Thompson), Джейк Макмастърс (Jake McMasters), Джон Шарп (Jon Sharpe), Ралф Комптън (Ralph Compton), Дийн Макелвайн (Dean McElwain), Джон Килдеър (John Killdeer) с писателя Ардхат Махар, Дж. Д. Камерън (J.D.Cameron) с писателя Майкъл Джан, съвместните с други писатели Дон Пендълтън (Don Pendleton) и Франклин У. Диксън (Franklyn W. Dixon).

## Биография и творчество
Дейвид Робинс е роден на 4 юли 1950 г. в Пенсилвания, САЩ. Запален читател е от малък и започва да пише кратки на 11 години. След гимназията се записва във Военновъздушните сили, където прекарал много години като технически сътрудник, пътуващ по света. Живял в Турция за година и половина и е пътувал из цяла Европа и Близкия изток.
Първият му роман „Blood Cult“ е публикуван през 1981 г.
Автор е на над 300 произведения в различни жанрове, които публикува под собственото си име или под различни псевдоними.
След най-забележителните му творби е екшън поредицата „Краят на света“, третираща темата за живота след Апокалипсиса.
Член е на Асоциацията на писателите на научна фантастика и фентъзи на Америка, Асоциацията на писателите на хоръри на Америка, и на Асоциацията на писателите на уестърни на Америка.

## Произведения
частична библиография

### Като Дейвид Робинс

#### Самостоятелни романи
- Blood Cult (1981)
- The Wereling (1983)
- The Wrath (1988)
- Spectre (1988)
- Hell-o-ween (1992)
- The Return of the Virginian (1994)
- Prank Night (1994)
- Spook Night (1995)
- Diablo (1997)
- Men of Honor (2000)
- Proof of Life (2000)
- Twisted (2003)
- For the Brand (2005) – с Ралф Комптън
- By the Horns (2006) – с Ралф Комптън
- Rio Largo (2006) – с Ралф Комптън
- A Wolf in the Fold (2007) – с Ралф Комптън
- Bluff City (2007) – с Ралф Комптън
- Blood Duel (2007) – с Ралф Комптън
- Ride the Hard Trail (2008) – с Ралф Комптън
- Bullet for a Bad Man (2008) – с Ралф Комптън
- Fatal Justice (2009) – с Ралф Комптън
- Doomsday (2009)
- Ride to Valor (2011)
- Thunder Valley (2012)
- Angel U (2013)
- A Girl, The End of the World and Everything (2013)
- Town Tamers (2013)
- Badlanders (2014)
- The Evil Men Do (2015) – с Ралф Комптън
- Hit Radio (2015)
- The Law and the Lawless (2015) – с Ралф Комптън
- Brother's Keeper (2015) – с Ралф Комптън
- Guns on the Prairie (2015)
- Texas Hills (2015) – с Ралф Комптън
- Outlaw Town (2016) – с Ралф Комптън

#### Серия „Краят на света“ (Endworld)
1. The Fox Run (1986)
Щурмът на Фокс, изд. „Калпазанов“ (1994), прев. Кирил Кирилов
2. Thief River Falls Run (1986)
Щурмът на Тийф Ривър Фолс, изд. „Калпазанов“ (1994), прев. Светослав Томов
3. Twin Cities Run (1986)
Щурмът на градовете близнаци, изд. „Калпазанов“ Габрово (1995), прев. Марио Йончев
4. The Kalispell Run (1987)
Битката за Калиспел, изд. „Калпазанов“ Габрово (1996), прев. Марио Йончев
5. Dakota Run (1987)
Мисия в Дакота, изд. „Калпазанов“ Габрово (1996), прев. Николай Долчинков
6. Citadel Run (1987)
Смъртоносен двубой, изд. „Калпазанов“ Габрово (1997), прев. Николай Долчинков
7. Armageddon Run (1987)
8. Denver Run (1987)
9. Capital Run (1988)
10. New York Run (1988)
11. Liberty Run (1988)
12. Houston Run (1988)
13. Anaheim Run (1988)
14. Seattle Run (1988)
15. Nevada Run (1989)
16. Miami Run (1989)
17. Atlanta Run (1989)
18. Memphis Run (1989)
19. Cincinnati Run (1989)
20. Dallas Run (1990)
21. Boston Run (1990)
22. Green Bay Run (1990)
23. Yellowstone Run (1990)
24. New Orleans Run (1991)
25. Spartan Run (1991)
26. Madman Run (1991)
27. Chicago Run (1991)
28. Dark Days (2013)
29. The Lords of Kismet (2016)
30. Synthezoids (2018)

#### Серия „Блейд“ (Blade)
1. First Strike (1989)
2. Outlands Strike (1989)
3. Vampire Strike (1989)
4. Pipeline Strike (1989)
5. Pirate Strike (1989)
Пиратско нападение, изд. „Калпазанов“ Габрово (1994), прев. Марио Йончев
6. Crusher Strike (1990)
Нападението на Крашър, изд. „Калпазанов“ Габрово (1996), прев. Светослав Томов
7. Terror Strike (1990)
8. Devil Strike (1990)
9. L. A. Strike (1990)
10. Dead Zone Strike (1990)
11. Quest Strike (1991)
12. Deathmaster Strike (1991)
13. Vengeance Strike (1991)

### Като Дейвид Томпсън

#### Серия „Дива пустош“ (Wilderness)
от серията има 68 уестърна

#### Серия „Гигантска пустош“ (Giant Wilderness)
от серията има 7 уестърна

#### Серия „Дейви Крокет“ (Davy Crockett)
от серията има 8 уестърна

### Като Джейк Макмастърс

#### Серия „Белия апах“ (White Apache)
1. Hangman's Knot (1993)
2. Warpath (1994)
3. Warrior Born (1994)
4. Quick Killer (1994)
5. Blood Bath (1994)
6. Blood Treachery (1995)
7. Blood Bounty (1995)
8. The Trackers (1995)
9. Desert Fury (1995)
10. Hanged (1996)

### Като Джон Шарп

#### Серия „Следотърсача“ (Trailsman)
автор е на над 200 уестърна от серията

### Екранизации
- 2008 Feels Like Drowning